# Ulnartunnelsyndrom

Guyons kanal.

Ulnartunnelsyndrom eller vanligare kallat ulnarisentrapment innebär inklämning av nervus ulnaris. Det är oklart hur vanligt tillståndet är. Det är vanligast att detta problem uppstår i kubitaltunneln, kanal insida armbåge där nerven passerar. Om en nerv inte kan glida fritt, utsätts för sträckning eller tryck så kan funktionen störas och olika symtom uppstå.  Exempelvis stickningar och domningar samt känselstörningar i lillfinger och ulnara (lillfingersidan) delen av ringfingret. Vid mycket tryck kan kraftnedsättning ske och man kan få svårt att räta ut lillfinger och ringfinger.

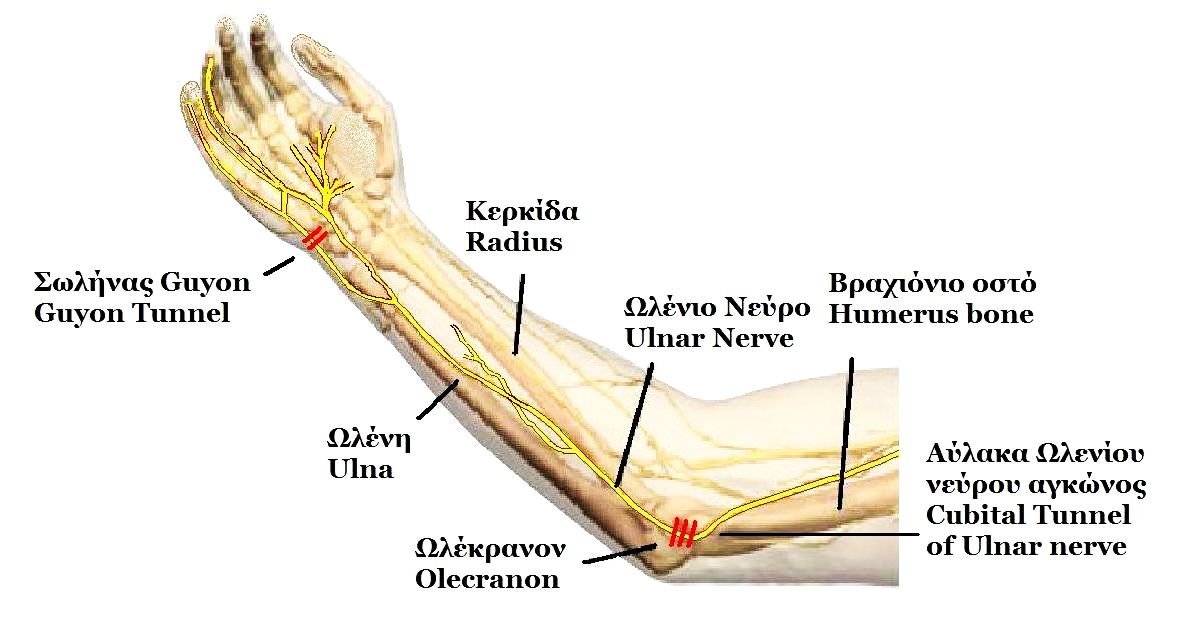
Illustration av påverkan på n.ulnaris i armbåge och handled

Inklämning av ulnarisnerven kan också ske i Guyon´s kanal i handleden. Inklämning här är ganska ovanligt. Vid inklämning kan symtomen bli enbart sensorik, motoriska eller både sensorisk och motoriska, beroende på var trycket uppstår.

## Riskfaktorer
Armbågsnivå
Personer som utför kraftkrävande arbete för skuldror och armar kan ha ökad risk att utveckla ulnarisnentrampent (måttlig tillförlitlighet på evidens). Andra orsaker kan vara tryck som uppstår mot nerven där den passerar i armbågen eller i dess passage i handleden, eller om armbågen yrkesmässigt böjs och sträcks mycket.
Handled
Arbeten med verktyg som innebär tryck över guyons kanal i handflatan. Cyklister kan även få detta besvär vid långvarigt tryck mot styret

## Symtom

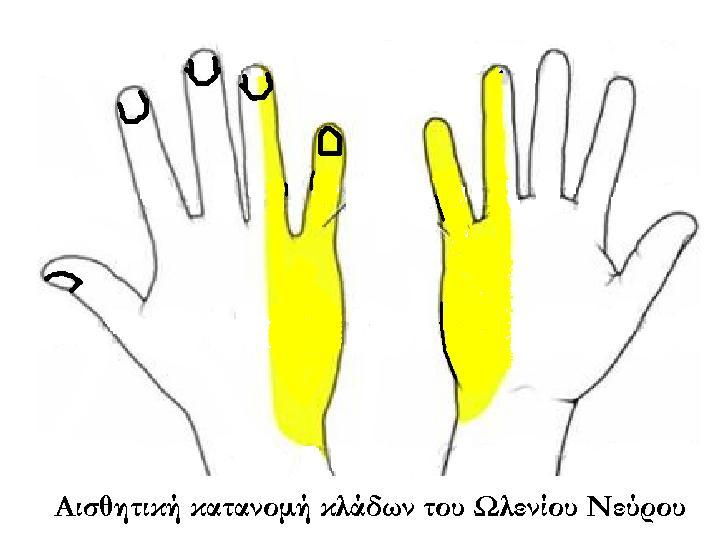
Område där stickningar och domningar upplevs

Stickningar och domningar på lillfingersidan (ulnart) av ringfingret samt lillfinger. Upplevs ofta nattetid då många sover med böjd armbåge och på så sätt sträcker nerven, eller vid längre tids böjning av armbågar vid andra tillfällen. I början är ofta besvären intermittenta, men kan ibland blir ihållande. Uppstår mer och varaktig påverkan på nerven kan känselstörningar och kraftnedsättningar uppstå. Ofta upplevs handen fumlig och klumpig vid finmotoriskt arbete.

## Utredning
- Ofta synlig atrofi av musklerna i tumvecket (dorsalt mellan tumme och pekfinger).
- Känselstörning i lill- och halva ringfinger.
- Lillfingret står ut och kan inte adduceras in mot de övriga fingrarna.
- Försvagat nypgrepp mellan tumme och pekfinger.
- Nedsatt kraft i ulnara fingerböjare (testas med fingerkroksdragning i lill- och ringfinger).
- Böjning av armbågen (typfallet tio sekunder) kan utlösa domningar.
- Perkussionsömhet (knackande) över nervus ulnaris på armbågens insida (Tinels tecken).[4]

## Differentialdiagnostik
- Påverkan av nervus ulnaris vid handloven (känseln på handryggen är intakt, liksom kraft i fingerböjarna).
- Nervpåverkan i dess utträde i nacke, till exempel på grund av artros i halsrygg (symtom på underarm).
- Polyneuropati.
- Neurologisk sjukdom (till exempel MS, ALS).
- Apikal (övre del av lungan) lungcancer (mycket ovanligt).

## Behandling

### Entrapment i armbåge
Nattskena som håller armbågen lätt böjd.
Översyn av arbetsplatsen kan behöva göras.

### Entrapment i handled
Se över om det finns provocerande faktorer som orsakar besväret.

### Operation[4][3]
- Ortos och/eller ergonomi ej förbättrar symtom
- Motoriska symtom med atrofi
- Konstant domning